# La Lanterne
Pour les articles homonymes, voir Lanterne.
La Lanterne est un ancien pavillon de chasse situé à Versailles, aujourd'hui utilisé comme résidence d'État de la République française. Sous la Cinquième République, le domaine a été successivement affecté comme résidence secondaire à disposition du Premier ministre et, depuis 2007, du président de la République.

## Bâtiment
La propriété est contiguë au parc du château de Versailles et à la route départementale reliant Versailles à Saint-Cyr-l'École. Elle comprend un bâtiment d'un étage d'élévation, en forme de U ; le corps principal mesure une vingtaine de mètres de long pour six mètres de large et est flanqué sur chaque côté de longères plus basses mais plus modernes qui encadrent une cour gravillonnée. Au rez-de-chaussée figurent un grand salon (où trône un piano à queue), une salle à manger et un bureau. À l'étage, on trouve cinq chambres avec leurs salles de bains respectives, permettant d'accueillir les visiteurs. L'une des ailes abrite le logement du personnel et la cuisine et l'autre sert aux services de sécurité du bâtiment. L'aile gauche comprend deux studios aménagés sous la présidence de Nicolas Sarkozy. Une allée arborée relie cette cour à la route départementale, située à 200 mètres de là ; deux bustes de cerfs surplombent le portail permettant d'accéder au château. La propriété comprend un grand jardin avec piscine et court de tennis, invisibles pour le personnel présidentiel, qui travaille dans l'aile gauche. Le domaine de 4 hectares est entièrement entouré de hauts murs.
Il tient probablement son nom du lanternon qui couronnait le pavillon de l'ancienne ménagerie royale toute proche. Contrairement à certaines rumeurs, le célèbre refrain révolutionnaire Ah ! ça ira, ne fait pas référence au nom du pavillon « la Lanterne » ni à ses nombreuses fenêtres, trente-six en tout, qui éclairent les lieux, mais aux lanternes de Paris où les révolutionnaires de 1789 menaçaient de pendre les aristocrates.

## Histoire
« Ici, vous êtes le colocataire de Louis XIV, de Dieu et du Soleil »

— André Malraux

### Pavillon de chasse
Le pavillon de la Lanterne est édifié en 1787 par le prince de Poix, capitaine des chasses et gouverneur de Versailles, sur un terrain situé en bordure de la ménagerie royale de Versailles (aujourd'hui détruite). Il a été offert au comte de Noailles, père du prince de Poix, par le roi Louis XV. Il comporte alors un rez-de-chaussée ainsi qu'un étage sous combles. Ses façades ornées de stucs comptent sept travées, celle du centre étant surmontée d'un fronton. Cependant, en l'absence d'archives, on ignore ceux qui y ont œuvré.
À la Révolution, le pavillon de la Lanterne est aliéné, comme le reste des bâtiments du château de Versailles, avant d’être racheté, sous la Restauration, par la Couronne en 1818. Entre 1847 et 1848, il sert de logement au directeur du haras de la Ménagerie, puis, à partir de 1848, au directeur de l'Institut agronomique qui a remplacé le haras. C'est à cette époque qu'il fait l'objet de deux campagnes de restauration.
À partir de 1872, il est loué à plusieurs personnalités, dont le millionnaire américain James Gordon Bennett junior.

### Résidence d'État
À la Libération, le pavillon entre officiellement dans la liste des résidences républicaines. Le vice-président du conseil Félix Gouin loue la résidence puis l'ambassadeur des États-Unis en France David Bruce qui y loge de 1949 à 1952. Le président de l'Assemblée nationale, André Le Troquer, en est le locataire jusqu'en 1958.
Par décision du général de Gaulle en 1959, cet ancien pavillon de chasse est réservé à l'usage du Premier ministre en fonction, comme « résidence de villégiature ». Michel Debré se rend régulièrement le week-end dans cette résidence officielle secondaire dont les travaux de rénovation sont suivis par son épouse. André Malraux, alors ministre de la Culture, obtient l'autorisation d'y loger de 1962 à 1969 après que son appartement de Boulogne-Billancourt a été détruit par un attentat de l'OAS. Une grande partie de la décoration, décidée par Louise de Vilmorin, la compagne du ministre, date de cette époque ; le Premier ministre Georges Pompidou préfère pour sa part sa résidence secondaire de la Maison blanche, à Orvilliers.
Michel Rocard, Premier ministre de 1988 à 1991, fait procéder à une rénovation et à la construction d'une piscine et d'un court de tennis, et s'y ressource à plusieurs reprises au cours de son mandat de chef du gouvernement. Il y négocie également une partie des accords de Matignon sur la Nouvelle-Calédonie. La fille longtemps cachée du président François Mitterrand, Mazarine Pingeot y monte à cheval.
La résidence de la Lanterne est également un lieu apprécié par Lionel Jospin, qui vient s'y ressourcer, en compagnie de son épouse, la philosophe Sylviane Agacinski. Entre 1997 et 2002, le couple Jospin a l'habitude de se rendre à la Lanterne chaque week-end, pour y jouer au tennis et résider de façon permanente dans les appartements privés. L'épouse de l'ancien chef du gouvernement écrit à ce sujet dans son Journal interrompu : « C'était pour moi comme si ce pavillon ancien, entouré d'arbres immenses peut-être aussi vieux que lui, nous mettait à l'abri du temps présent et des crises ». Le Premier ministre Dominique de Villepin note qu'il possède l'« une des plus belles caves de la République ».

### Résidence présidentielle depuis Nicolas Sarkozy
En mai 2007, peu après sa victoire à l'élection présidentielle, Nicolas Sarkozy y passe son premier week-end, les 12 et 13 mai, en tant que président de la République élu, mais non encore investi, en compagnie de son épouse, Cécilia, sur l'invitation officielle du Premier ministre sortant, Dominique de Villepin. Au cours de son séjour à la Lanterne, il travaille à la composition du gouvernement Fillon I. Peu après leur mariage qui s'est tenu civilement au palais de l'Élysée, le président Sarkozy et sa nouvelle épouse, Carla Bruni, y organisent leur dîner de noces le 3 février 2008, avec seulement quelques intimes. La résidence est ouverte une seule fois aux journalistes en 2008, lorsque le chef de l'État y reçoit le Premier ministre britannique Gordon Brown.
Le lieu de villégiature, traditionnellement mis à la disposition du Premier ministre, est utilisé par Nicolas Sarkozy tout au long de son quinquennat présidentiel. Le survol en est interdit depuis lors,. Les vues satellites en sont floutées sur certains sites cartographiques, dont Google Maps, mais pas sur d'autres, par exemple Yandex.Maps. C'est en effet à partir de cette époque que ce lieu de villégiature discret acquiert une notoriété nationale. Les successeurs de Nicolas Sarkozy, François Hollande et Emmanuel Macron, l'utilisent également dans un cadre privé.
En compensation, le domaine de Souzy-la-Briche, habituellement réservé au président de la République, est mis à la disposition du Premier ministre, qui n'y séjourne pourtant jamais. Jean-Pierre Raffarin lança à cette occasion à François Fillon : « Avec la perte de la Lanterne, tu as perdu le meilleur du job, ! ». En 2012, le successeur de Nicolas Sarkozy, François Hollande, conserve la Lanterne.
Juridiquement, le pavillon de la Lanterne reste attribué à Matignon qui assume le coût d'entretien estimé à 200 000 euros par an. Dans la loi de finances discutée en 2013, la résidence doit être administrativement rattachée au domaine de l'Élysée, comme le recommande la Cour des comptes.
En décembre 2020, Emmanuel Macron, infecté par le SARS-CoV-2, se rend à la Lanterne pour y séjourner en confinement durant sept jours.

## Dans la fiction
Dans la saison 2 de la série télévisée Baron noir, le château Duriez, à Steene, est le lieu de tournage figurant la Lanterne.

## Galerie
.